# Vía verde de La Camocha
La Vía verde de La Camocha es una vía verde en Gijón (España) que transcurre siguiendo el trazado del antiguo ferrocarril minero que unía la Mina La Camocha con Veriña y el puerto del Musel

## Historia
El Ferrocarril de Lieres a El Musel fue un proyecto de infraestructura ferroviaria abandonado durante su construcción (1901-1906). Aprovechando algunos tramos construidos pero abandonados, una línea de ferrocarril fue construida tras ser concesionada en 1942 a los Hermanos Felgueroso. Se inauguró en 1949 y cerró en 1986. Sirvió para transportar carbón desde la Mina La Camocha hasta El Musel, Aboño y ENSIDESA. La vía verde fue planteada en 1994 e inaugurada el 5 de junio de 1998.

## Trazado
Tiene una longitud total de 7 kilómetros, de los cuales medio kilómetro esta sin acondicionar. La vía verde discurre noroeste-noreste por el concejo de Gijón, empezando en el barrio de Tremañes y acabando en las inmediaciones de la Mina La Camocha, en la parroquia de Vega. 
De norte a sur la vía traviesa las siguientes parroquias y barrios:
- Tremañes
- Santa Bárbara
- Roces
- La Pedrera
- Leorio
- Vega

## Infraestructuras
La vía verde sigue casi completamente el trazado del antiguo ferrocarril, excepto en el cruce con la autovía del Cantábrico. El recorrido incluye un túnel de 350 metros y varios puentes. Los primeros 300 metros del antiguo ramal, que comunicarían la estación de Veriña con la vía verde, no están acondicionados y las vías aún siguen allí.